# Monumento a Pío XII
El monumento a Pío XII es un conjunto escultórico que conmemora a ese papa, en la basílica de San Pedro del Vaticano.

## Historia
Según una antigua tradición, fueron los cardenales creados por el pontífice Pío XII y vivos en ese momento, quienes convocaron un concurso para el monumento en 1960. Esta decisión se oponía a la voluntad del fenecido pontífice que pedía en su testamento que no le fuesen dedicados monumentos.
Finalmente tras haber anulado el concurso, en 1962, se encargaría la realización del monumento a Francesco Messina, quien no había llegado a participar en el concurso. Messina tendría diversas tensiones con los comitentes del monumento.
El escultor realizaría hasta 24 bocetos preparatorios, que incluyen:
- dos bustos del monumento (que estaba destinado a ser de cuerpo entero). Estos bustos preparatorios se conservan en la Colección de Arte Moderno del Vaticano.
- dos esculturas de cuerpo entero, conservadas en su museo. Estas se diferencian de la final, principalmente en la posición del brazo y mano derechos.

Sobre este último punto, el propio autor comentó en su autobiografía:
Siccome la statua di Pio XI e il mio bozzetto presentavano entrambi i pontefici in atto benedicente, con tre dita della mano destra aperte distese, un cardinale osservò che, quando anche il mio monumento fosse stato messo in opera, dei due successori di Pietro si sarebbe potuto dire che giocavano alla morra. L’osservazione mi colpì e decisi di alzare il braccio destro della mia statua in atto di monito severo, quasi di condanna. Pio XII era stato Papa e vescovo di Roma durante la Seconda Guerra Mondiale io avrei voluto ricordarlo ispirandomi al Cristo giudice della Cappella Sistina
[...]
Il mantello avrebbe dovuto essere lavorato sapientemente e laminato con oro puro nelle decorazioni del manto papale e della mitria. Trovai pronta comprensione per questi due cambiamenti. Ma per il braccio levato in alto in atteggiamento di giudizio non mi fu possibile convincere la commissione.
Un Papa, mi fecero osservare, non condanna, benedice soltanto. Rifeci il bozzetto e, finalmente, trovai la soluzione. La mano del pontefice sarebbe stata benedicente, ma sollevata quasi all’altezza del mento, per una soluzione stilistica di maggior chiusura e conformità con la composizione ascensionale della statua.
(en español, 
Como la estatua de Pío XI y mi boceto presentaban a ambos pontífices en el acto de bendecir, con tres dedos de la mano derecha extendidos, un cardenal comentó que, cuando se erigiera también mi monumento, podría decirse que los dos sucesores de Pedro estaban jugando a la morra. El comentario me impactó y decidí levantar el brazo derecho de mi estatua en un acto de severa advertencia, casi de condena. Pío XII había sido Papa y obispo de Roma durante la Segunda Guerra Mundial y quise recordarle inspirándome en el Cristo Juez de la Capilla Sixtina.
[...]
En las decoraciones del manto papal y de la mitra, el oro puro debía ser hábilmente trabajado y laminado. Encontré fácil comprensión para estos dos cambios. Pero no pude convencer a la comisión con el brazo en alto en actitud de juicio.
Un Papa, me señalaron, no condena, sólo bendice. Volví a hacer el boceto y por fin encontré la solución. La mano del pontífice bendeciría, pero levantada casi a la altura de la barbilla, para una solución estilística de mayor cierre y conformidad con la composición ascendente de la estatua.)

El monumento sería inaugurado en 1964, seis años después de la muerte del papa que honraba y durante la celebración del Concilio Vaticano II. En concreto se produjo el 12 de marzo de 1964 y fue presidida por el papa Pablo VI quién impartió una alocución en que loaba la escultura, así como la propia actitud que representaba:
Os diremos, sencillamente, en estos momentos que Nos sentimos contento de ver cuajada en el bronce, por la pericia del escultor Messina, la majestuosa y aquí impresionante figura del Papa Pío XII. Y estamos contentos porque el monumento, nos parece, no es un alarde de fasto vanidoso, sino un signo de piedad, de belleza y de historia, que no sólo proporciona un nuevo realce a los muros de esta basílica, sino que graba en ellos una luz, a cuyos rayos nos podremos acercar para encontrar consejo y consuelo de sentimiento religioso, de múltiple sabiduría y de humana bondad.
[...]
Ante esta figura del Pontífice, en la que parece reflejarse algo de los terrores y de los sufrimientos de la guerra, debemos, obligadamente, reconocer el título que el pueblo romano, en el día de la liberación, 4 de julio de 1944, quiso tributarle: Defensor civitatis.
En la ceremonia participó también la familia de Pío XII, así como el cuerpo diplomático acreditado ante la Santa Sede.

## Descripción
El monumento se encuentra situado en la pared este de la capilla de San Sebastián en la basílica de San Pedro del Vaticano. En concreto se enmarca en un arco en el lado norte de la citada pared, cercano al ángulo de la pared norte en que se dispone el altar de la capilla. 

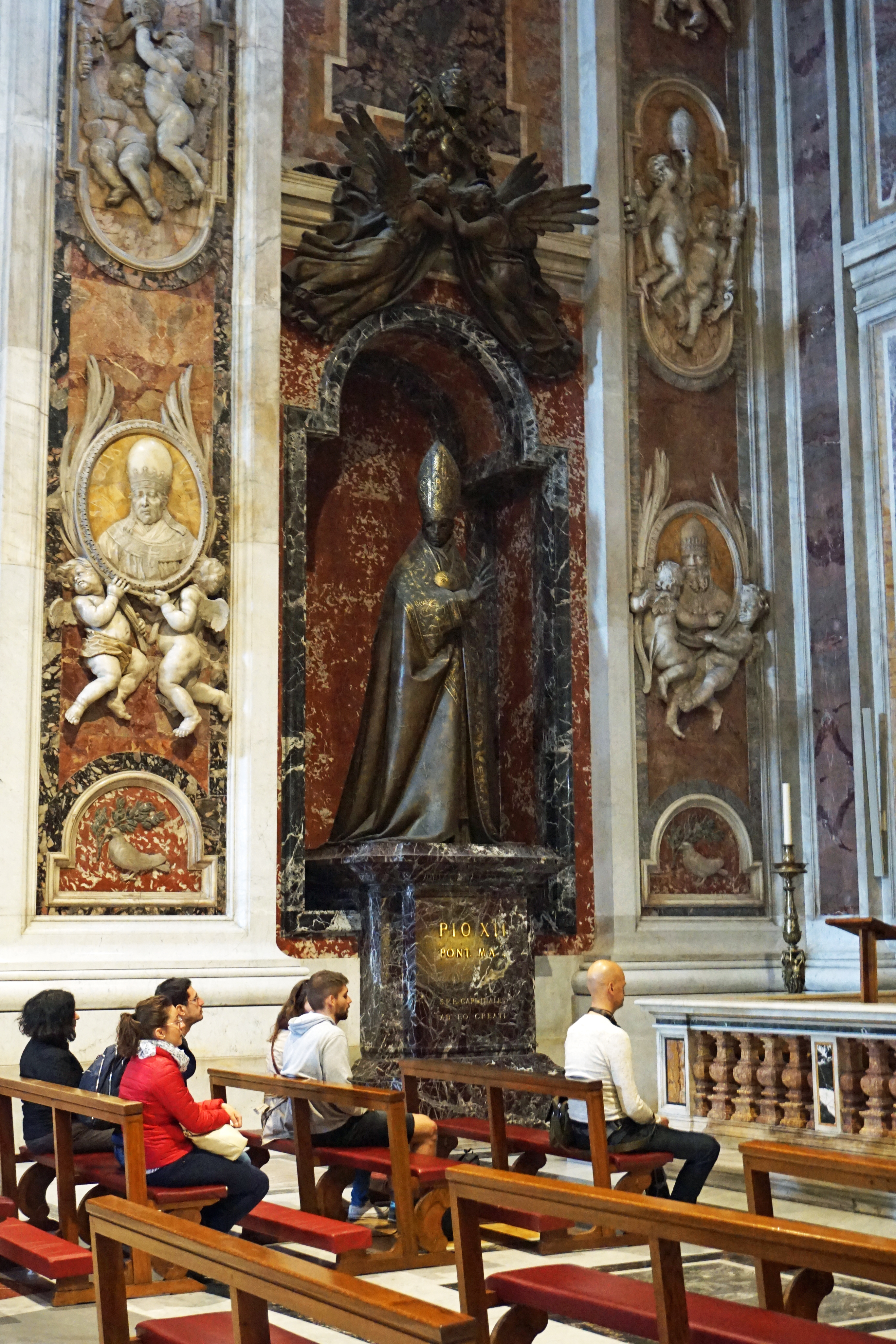
El conjunto del monumento.

El conjunto escultórico se yergue en el espacio dejado por uno de los arcos que ritman el interior de los muros de la basílica. La estatua propiamente dicha se sitúa sobre un podio de mármol negro de una altura de alrededor de 1,80 metros. En este podio se encuentra dispuesta en letras de bronce dorado la siguiente inscripción latina:
PIVS XII
CARDINALIS AB EO CREATI

(en español, A Pío XII, los cardenales por él creados)
La escultura del pontífice, propiamente dicha, es de cuerpo entero y se encuentra realizada en bronce dorado. Se representa a Pío XII en pie con una rica capa pluvial, llevando mitra y gafas. La actitud del pontífice es la de bendecir con la mano derecha, mientras avanza girando su cabeza hacia ese lado. 
Sobre el arco que alberga el monumento se disponen dos ángeles de bronce que sostienen una tiara papal también de bronce.